# Dorfkirche Briest (Havelsee)

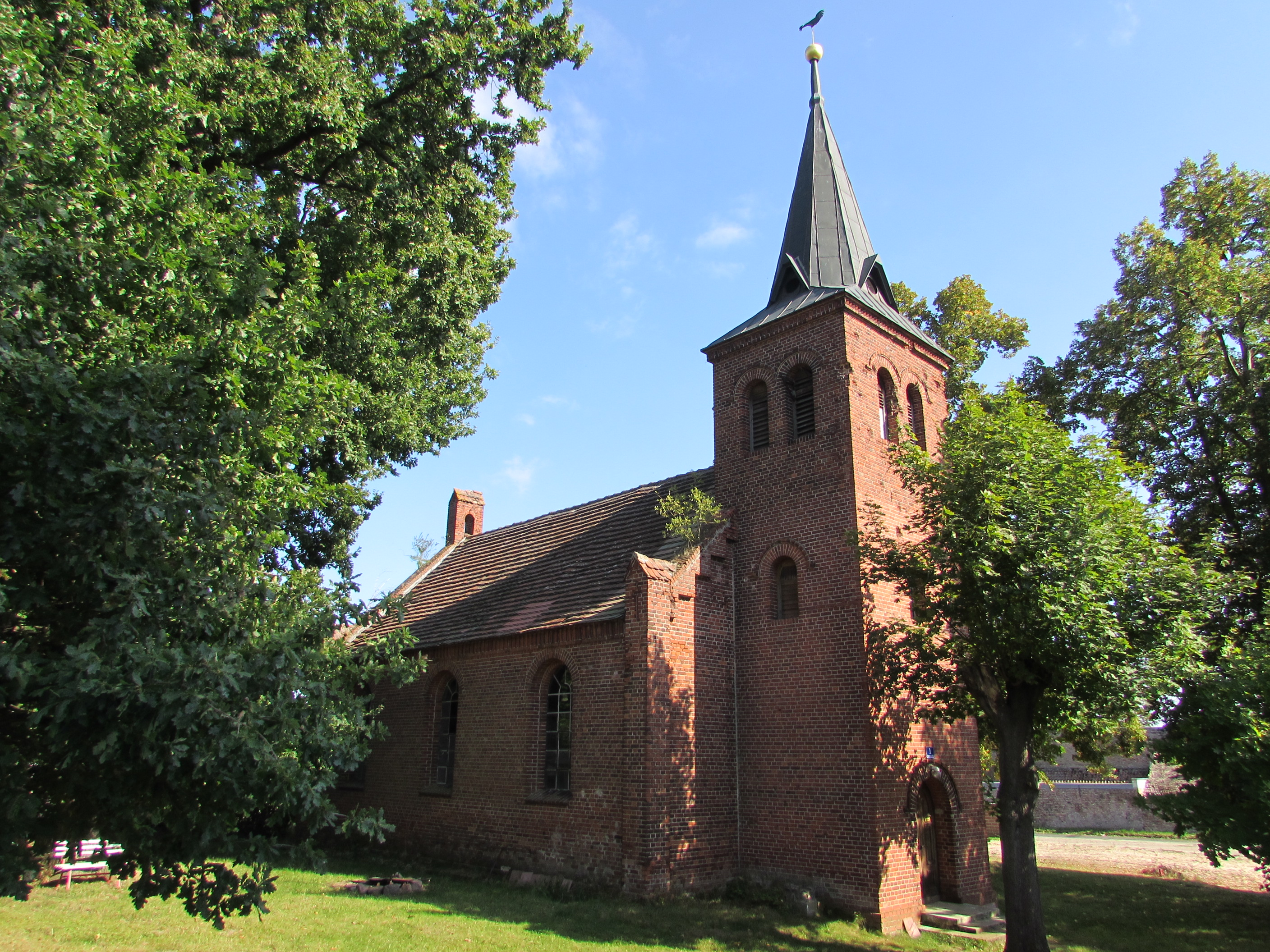
Dorfkirche Briest

Die Kirche im Dorf Briest ist eine Saalkirche unweit der Havel im heutigen Ortsteil der Stadt Havelsee im Landkreis Potsdam-Mittelmark in Brandenburg. Sie trägt keinen Namen.

## Geschichte
Das Fischerdorf Briest wurde 1294 erstmals als Brisitz urkundlich erwähnt. Ab 1463 gehörte Briest zum Gut beziehungsweise Amt Plaue und ging 1772 an die Stadt Brandenburg, in deren Besitz es bis ins 19. Jahrhundert blieb. So war die Briester Kirche 1541
eine Filialkirche der Kirche in Plaue. Während des Dreißigjährigen Kriegs wurde die bestehende Briester Kirche geplündert und beschädigt. So wurde die Eingangstür zertrümmert, der aus Holzdielen gefügte Altar, in dem wohl in seinem Hohlraum die Kirchenkasse und die Abendmahlsgeräte verborgen waren, wurde zerstört und die Altarbekleidung geraubt. Im Schwedisch-Brandenburgischen Krieg kam es abermals zu einer Plünderung der Kirche.
Der neoromanische Kirchenbau stammt aus den Jahren 1888/89. Aufgrund eines großen Restaurierungsbedarfs mit zu erwartenden hohen Kosten und demgegenüber nur noch einer kleinen Anzahl an Kirchgängern in Briest wurde von Seiten der Kirchengemeinde beschlossen, das Gebäude in private Hand zu verkaufen. Einer kirchlichen Nutzung wurde es entzogen. Am 18. November 2005 wurde die Briester Kirche durch die evangelische Kirchengemeinde Plaue/Havel an eine Privatperson verkauft.

## Bauwerk

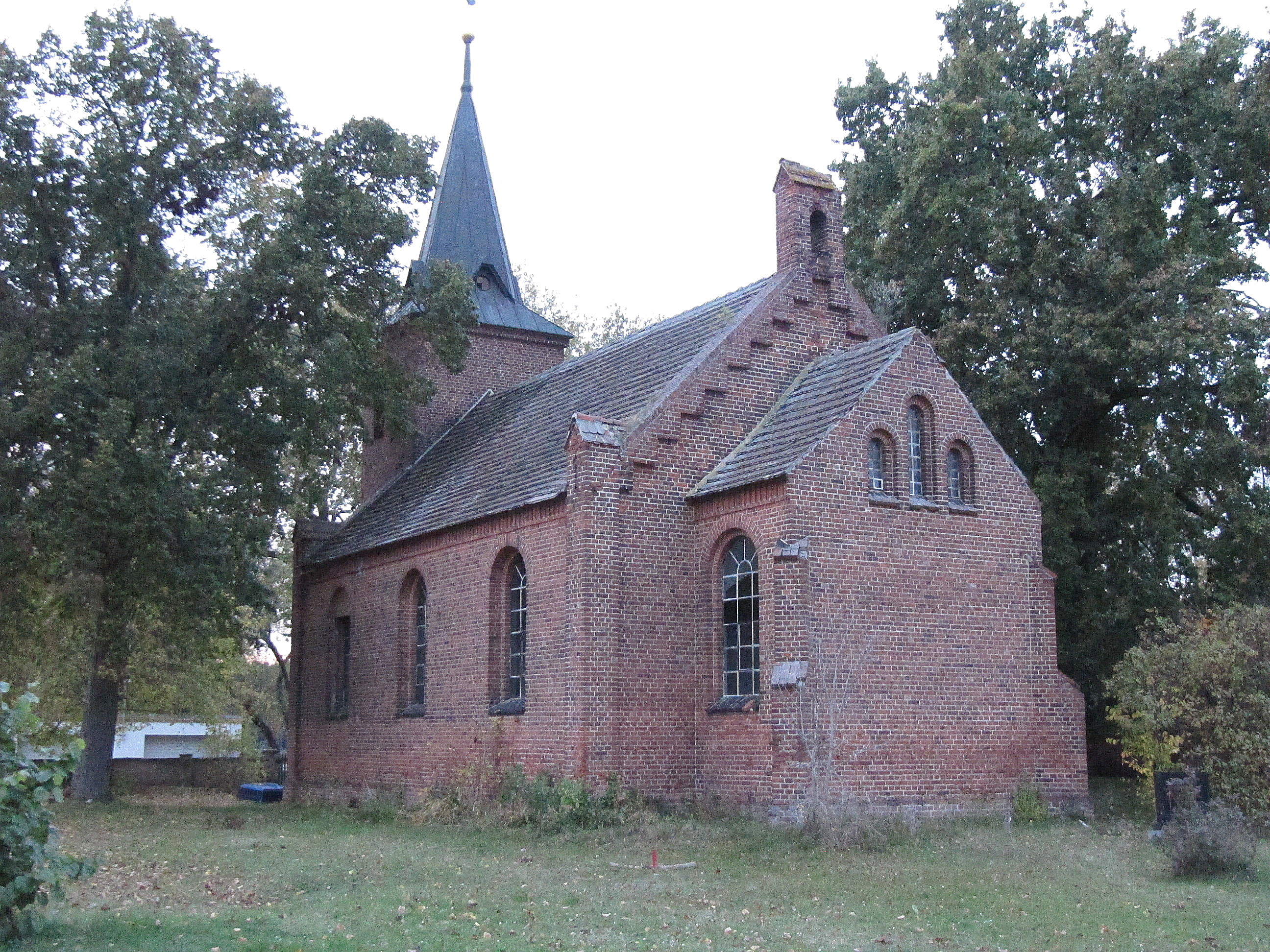
Von Südosten mit Blick auf Chor und Giebel

Die Dorfkirche wurde aus unverputzten, blanken roten Klinkern errichtet. Der im Relation zum Kirchenschiff schmalere und niedrigere Chor an der Ostseite der Kirche weist einen Spitzgiebel auf. Unterhalb des Giebels wurden drei längliche und schmale Rundbogenfenster eingearbeitet. Das mittlere ist dabei in Relation zum Anstieg des Ortgangs proportional länger gearbeitet als die beiden sich gleichenden äußeren Fenster. Auf der Nord- und auf der Südseite befindet sich jeweils ein großes und schlichtes Rundbogenfenster. Die nordöstliche und südöstliche Ecke des Chores werden jeweils durch große zweifach schräg abgetreppte Strebepfeiler, die im Winkel von 45 Grad zum Gebäude stehen und denen keine große statische Bedeutung zukommen dürfte, verziert.
Im Schiff befinden sich beidseits jeweils drei schmucklose Rundbogenfenster. Der Ostgiebel besitzt über den Ecken jeweils eine einzelne Stufe. Oben auf sitzt eine Giebelzinne mit zentralem Rundbogen. Quer zur Überdachung des Schiffs besitzt die Zinne ein eigenes kleines Satteldach. Die Stufen im unteren Bereich der Giebelkante weisen ebenfalls solche quer zum Kirchendach stehende, kleine Überdachung auf ähnlich der Giebelzinne. Der Westgiebel weist dieselben Stufen wie der Ostgiebel auf. Über den Ecken des Schiffs finden sich Lisenen, die auf den beiden giebelwärtigen Seiten in einen profilierten und treppenartigen Giebelfries entlang des Ortgangs übergehen. Dieser Giebelfries läuft auf der Ostseite kontinuierlich im Giebelreiter aus. Auf der Nord- und Südseite laufen die Lisenen dagegen in den einzeln stehenden Stufen des Giebels aus. In die Lisenen wurde ebenfalls auf der Nord- und der Südseite im oberen Teil unter den kleinen Giebeln des zierenden Daches der Stufen kleine Blenden eingearbeitet.
Im Turm befindet sich auf der Westseite ein kleines rundbogiges Portal und auf der Südseite wurde im unteren Teil ein Rundbogenfenster eingearbeitet. Sowohl nach Norden, Westen und Süden finden sich darüber erst jeweils eine und wiederum darüber jeweils zwei weitere ebenfalls rundbogige Schallöffnungen. All diese Rundbögen im Turm weisen eine leichte ebenfalls rundbogige Verdachung auf. Der Turmhelm läuft zunächst flach, dann nach scharfem Bruch spitz pyramidenförmig zusammen. Im Dach des Turmes befinden sich nach allen Seiten kleine, runde Öffnungen mit Überdachung, welche als Vorleistung sicherlich einer Turmuhr vorbehalten waren. Auf der Spitze des Turms finden sich Turmkugel und Wetterhahn.